# 潮州機廠
22°36′55″N 120°19′47″E / 22.615173°N 120.329773°E
潮州機廠，原稱高雄機廠（簡稱高廠），是臺灣鐵路公司（原臺灣鐵路管理局）的三、四級車輛檢修機廠，源於1901年建立的臺灣總督府交通局鐵道部高雄鐵道工場，原廠區座落於今高雄市鳳山、前鎮、苓雅3區交界處，2022年遷廠至屏東縣潮州鎮的臺鐵潮州車輛基地，並於同年6月28日改為現名。
潮州機廠的主要業務是維修臺鐵各式無動力客車及貨車車廂，為南臺灣最大的車廂維護廠房，與富岡機廠（原臺北機廠）、花蓮機廠並列為臺鐵三大機廠，同時也是提供維修配件材料修製供應的基地。

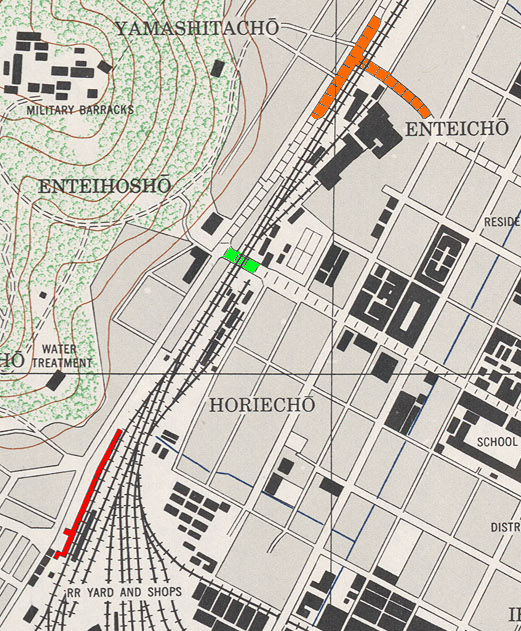
1944年美軍地圖上的高雄機廠週邊
大公陸橋
五福四路平交道
高雄驛（高雄港站）

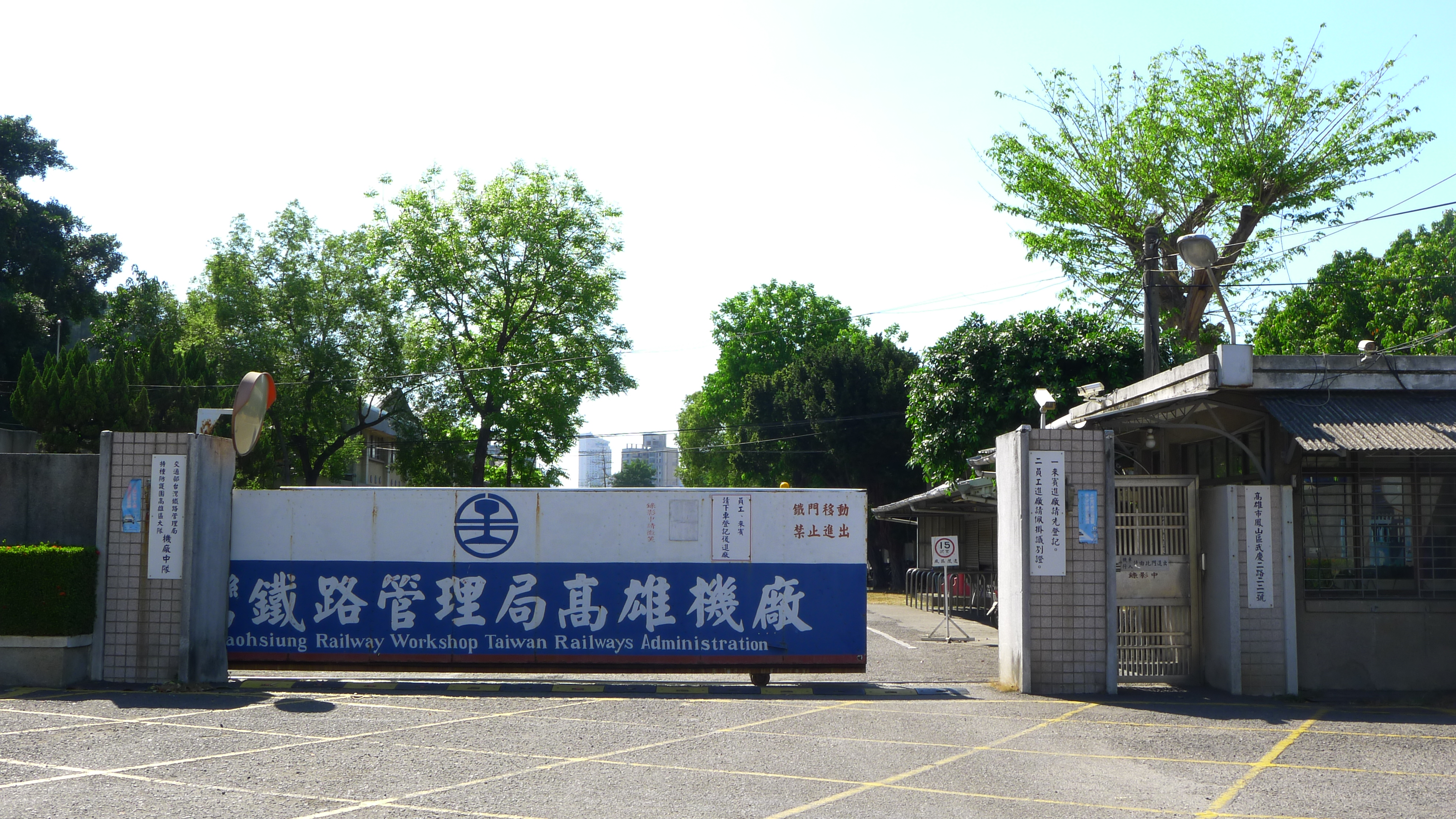
高雄機廠武慶二路東正門

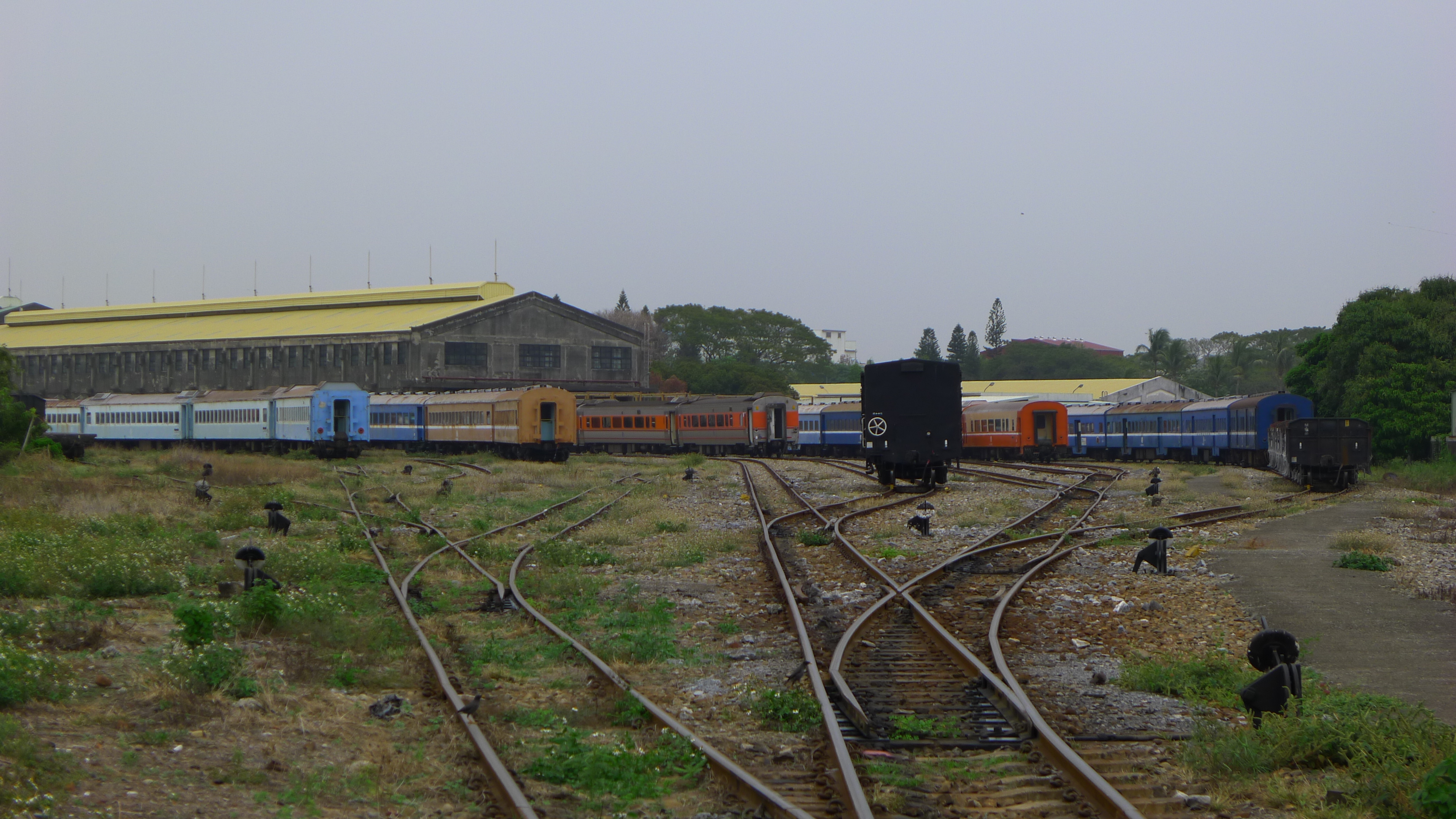
由二聖路望向高雄機廠之景色

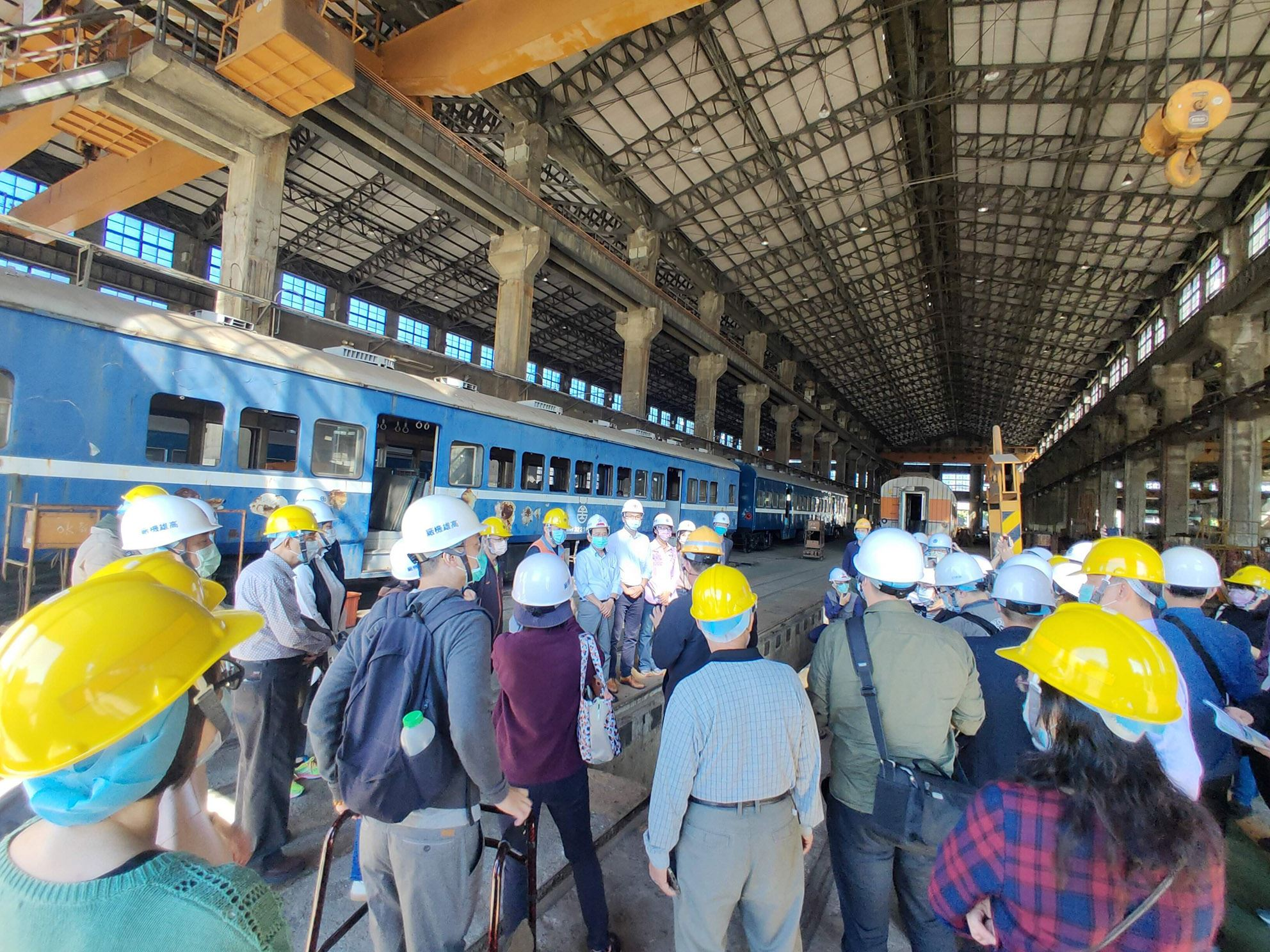
臺鐵高雄機廠維修工廠內部

## 歷史

### 鹽埕時期
- 1901年：臺灣總督府交通局高雄鐵道工場設於高雄港站北側（臨大公陸橋南側）。
- 1945年：中華民國政府接收臺灣總督府轄區後，改隸屬臺灣省行政長官公署交通處鐵路管理委員會。
- 1946年8月：〈署交字第一八二二二號令〉奉核改名為高雄機廠。
- 1949年：鐵路管委會改制為臺灣鐵路管理局，高雄機廠隸屬機務處。
- 1970年：台鐵增購2,200餘輛貨車，導致舊廠維修量能不足，故有遷廠計畫。[1]

### 鳳山時期
- 1975年11月：高雄機廠自鹽埕區高雄港站搬遷至現址前鎮車場北側，佔地約27公頃，正門設於武慶二路，西鄰凱旋三路、北臨武昌路，南側進出口隔二聖路可通達鄰近前鎮車場，地址為高雄市鳳山區武慶二路221號。業務包括台鐵客車、貨車之維修、報廢拆解，以及配件材料修製供應。停放車輛還包括有臺鐵南迴線連續破壞事件受損莒光號列車車廂；廠區內東南側另設有台鐵「南區供應廠」但不在高雄機廠編制內。
- 1990年：開始修理無動力客車，為台鐵無動力客車之最高維修基地，每年維修包含三級與臨時檢修約600輛。

運轉
高雄機廠雖緊鄰第一臨港線東臨港線，但列車得經由前鎮車場才能駛入廠區
機廠西側設有機廠車站，平常工作日有兩班通勤列車往返高雄車站供高雄機廠員工上下班通勤使用，下車後可從西側門進入廠區。2014年7月31日深夜發生2014年高雄氣爆事故，月台在凱旋三路重建過程中拆除並改以大客車取代；現已新建員工通勤月台並復駛通勤列車。2018年9月29日配合高雄輕軌工程於當日開出末班7214次員工專車後，高雄臨港線正式移交給高雄市政府捷運工程局接管並廢止,現已無定期列車運轉。
遷建潮州計畫
因應高雄市區鐵路地下化計畫、高雄捷運環狀輕軌工程及高雄臨港線停駛後的臺鐵車輛維修需求，2017年南區供應廠（材料廠）、高雄機務段、檢車段與高雄港檢車分段等先遷至屏東縣潮州鎮的臺鐵潮州車輛基地，面積約52公頃。後有高雄機廠遷廠計畫「高雄機廠遷建潮州及原有廠址開發計畫」，預計於2018年6月於潮州建設新廠，原定於2019年6月完工，總經費預計為139億元。
；遷移後舊址31公頃用地將交由高雄市政府進行都市計畫。
- 2018年9月28日，高雄臨港線的客貨運功能軌道停駛後，高雄機廠僅剩客貨列車的三、四級維修功能，車輛往返將由平台車路運至機廠維修。[6]

### 潮州時期
- 2022年6月18日，高雄機廠完成遷至潮州車輛基地，舊址將改建為住商用地[7]。由於高雄機廠遷址潮州後，並未隨之更名，在行政院長蘇貞昌的指示下，6月30日更名為「潮州機廠」。[8]

## 組織編制
機廠除設有人事室、會計室、政風室、總務室、勞工安全衛生室之外，另有技術組、工作組、材料組與第一、第二、第三、第四工場。2015年員額編制380人。
其中
- 第一工場負責：客貨車有關木工、油漆、除鏽等外觀之工作。
- 第二工場負責：客貨車車件維修之工作。
- 第三工場負責：客貨車車架及車廂之修製。
- 第四工場負責：客貨車機械電氣配件之修製。

## 圖片集
高雄機廠時期

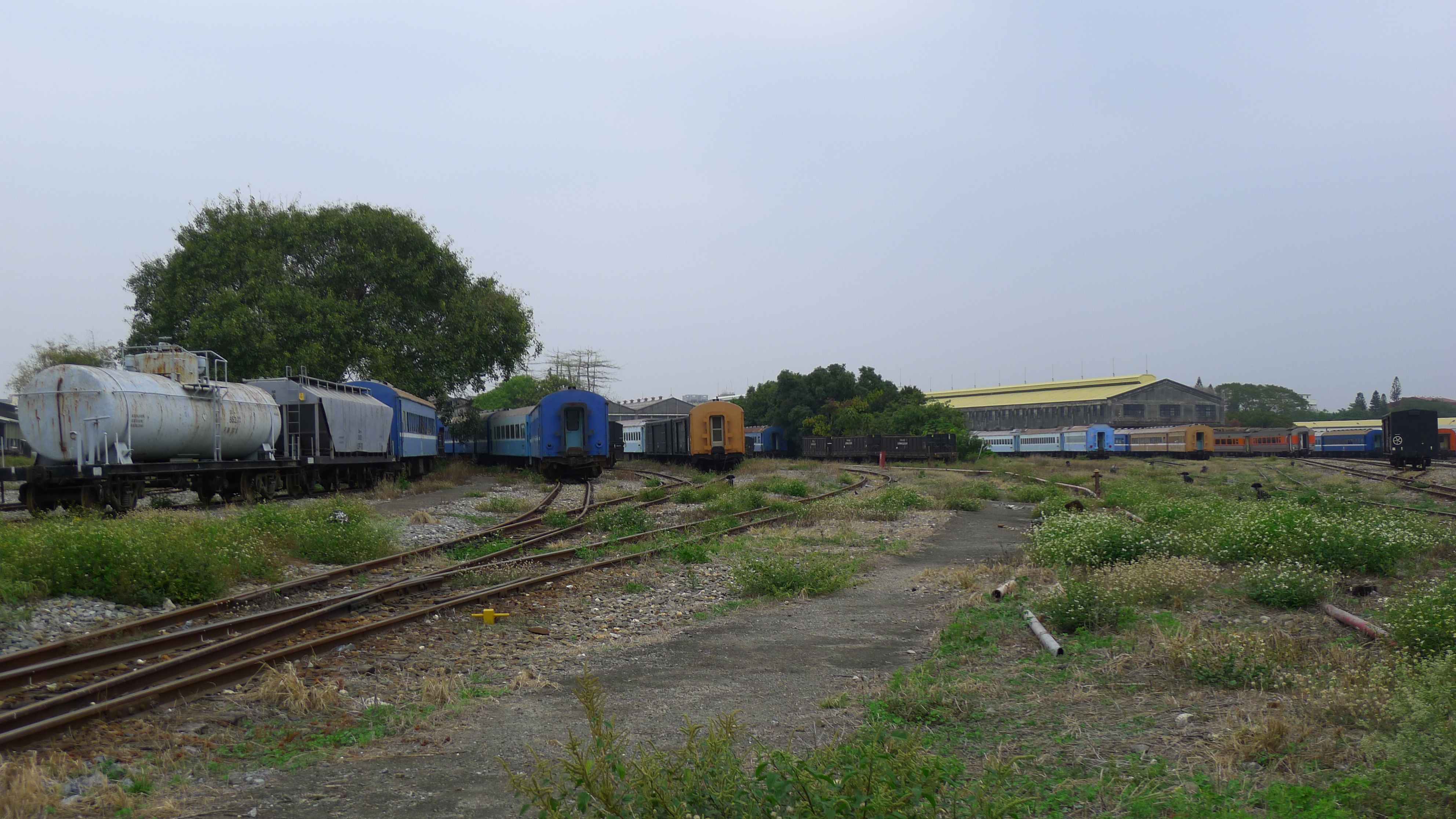
停放的台鐵列車車輛
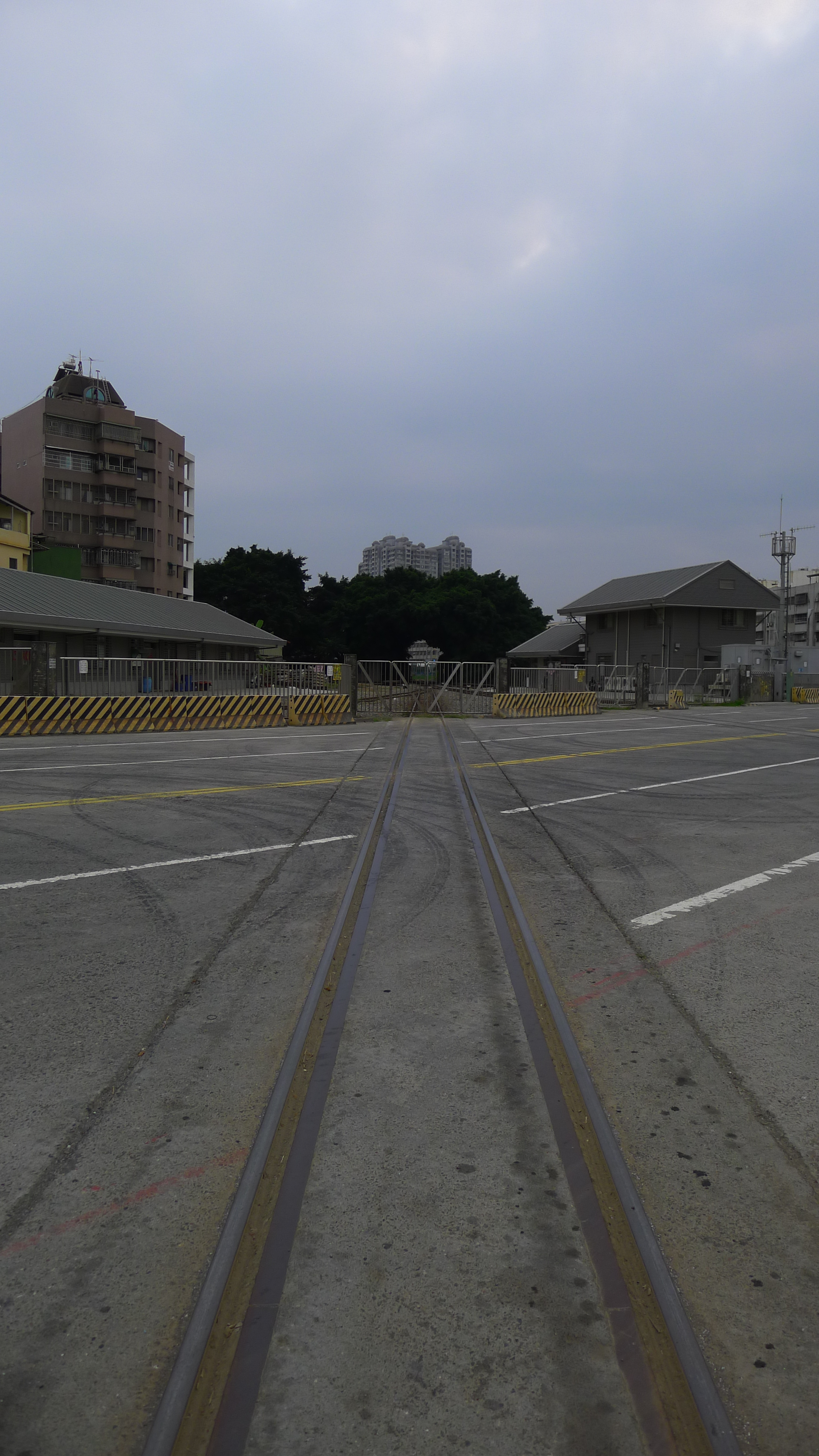
二聖路上高雄機廠與前鎮車場聯繫軌道
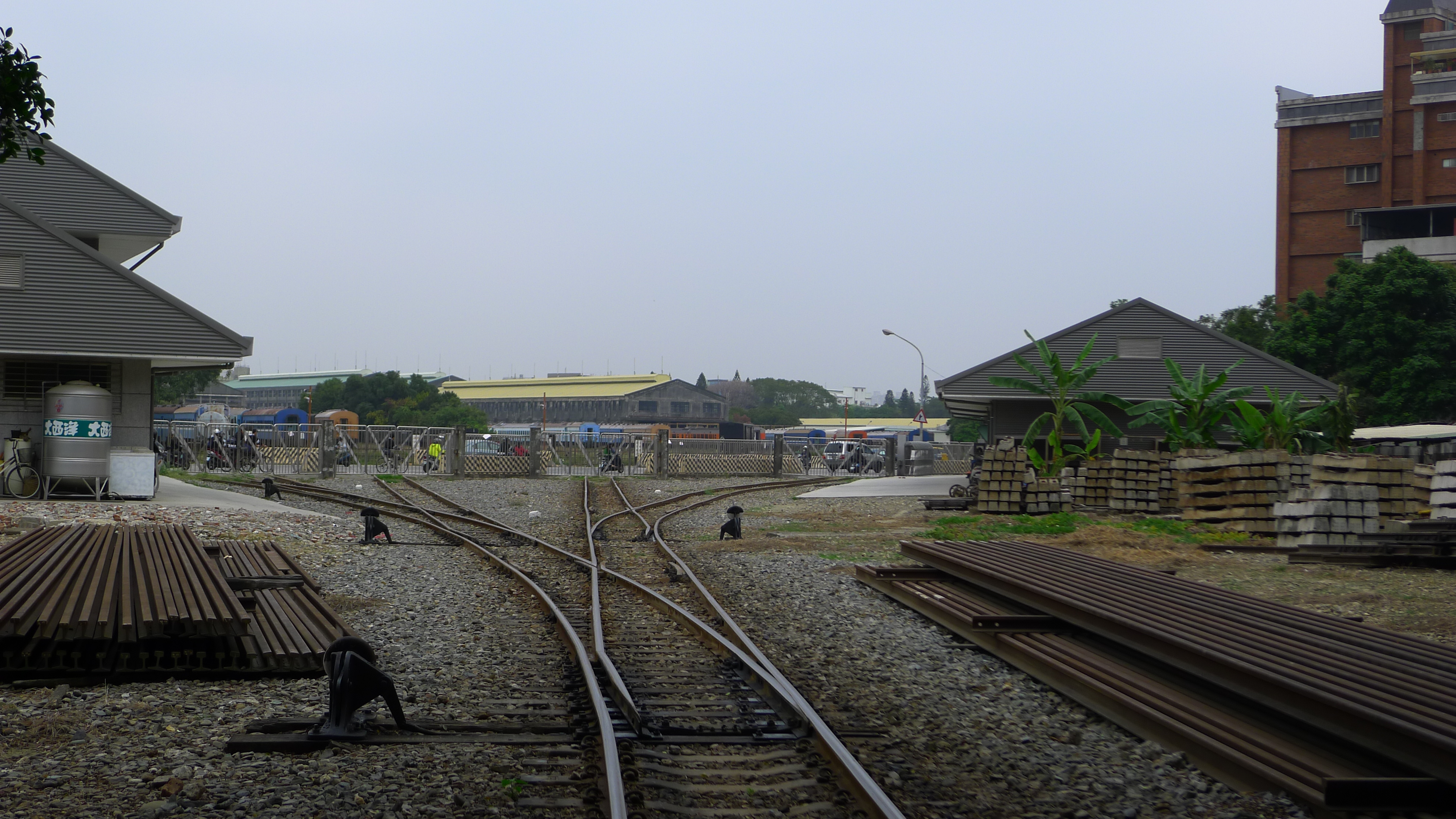
前鎮車場通往高雄機廠軌道
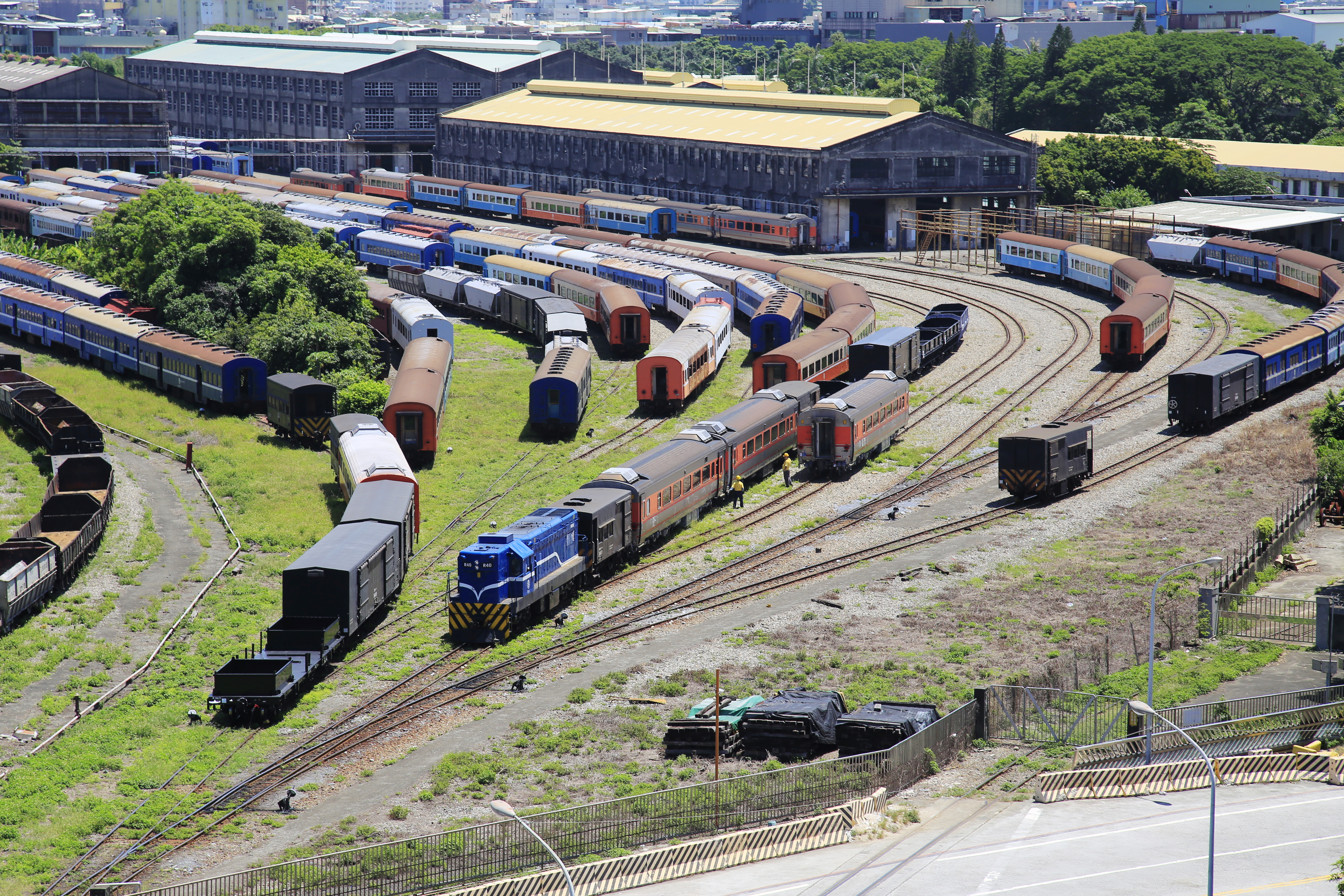
R40號柴電機車頭正在高雄機廠內進行調車作業

潮州機廠

## 外部連結
- 20120707 路總部鐵道迷俱樂部--高雄機廠參訪 （页面存档备份，存于）
- 鋼軌上的輪機手—高雄機廠的回憶 （页面存档备份，存于）
- 台鐵高雄機廠.南迴線秘境(上) （页面存档备份，存于）
- YouTube上的台鐵高雄機廠、YouTube上的台鐵 高雄機廠 維修廠房 01